# Labrichthys unilineatus
Labrichthys unilineatus - gatunek ryby z rodziny wargaczowatych, jedyny przedstawiciel rodzaju Labrichthys Bleeker, 1854. Poławiana na niewielką skalę, hodowana w akwariach morskich.

## Występowanie
Indo-Pacyfik od wybrzeży Afryki do Mikronezji i Samoa.

## Opis
Osiąga do 17 cm długości.